# Diomedea
Diomedea is een geslacht van vogels uit de familie van de albatrossen (Diomedeidae), waarvan het het typegeslacht is. De wetenschappelijke naam van het geslacht werd in 1758 gepubliceerd door Carl Linnaeus. De soorten in dit geslacht worden ook wel de 'grote albatrossen' genoemd. Deze aanduiding moet niet verward worden met de soortnaam 'grote albatros' (Diomedea exulans), in het Nederlands ook wel 'reuzenalbatros' genoemd. Het geslacht telt zes soorten.

## Etymologie
De naam Diomedea is de vrouwelijke vorm van het bijvoeglijk naamwoord gevormd van Diomedes, de Griekse koning die meevocht in de strijd om Troje. Zijn metgezellen zouden in vogels (enkelvoud: 'avis diomedea') veranderd zijn toen hij stierf. Ze zouden groot en wit zijn geweest, met scherpe snavels.

## Taxonomie
Tot 1996 werden alle albatrossen, met uitzondering van de zwarte albatros en de roetkopalbatros, in dit geslacht geplaatst, maar in dat jaar werd op voorstel van Gary Nunn et al. een reeks soorten in de aparte geslachten Thalassarche en Phoebastria geplaatst. Die opvatting kreeg breed navolging.
Vanwege het zwervend bestaan van albatrossen, is het proces van soortvorming lastig met conventionele middelen (verschillen in morfologie) te beschrijven en te verklaren, met name als het gaat om de vraag of er sprake is van allopatrische of sympatrische soortvorming. De meeste vogels broeden in kolonies op aparte eilanden, maar komen elkaar in potentie veelvuldig tegen op open zee. In 1998 publiceerden Chris Robertson en Gary Nunn een voorstel voor een gereviseerde taxonomie gebaseerd op een combinatie van de volgens hen elkaar aanvullende morfologische en genetische kenmerken. Daarin stellen ze onder meer dat D. amsterdamensis en D. sanfordi genetisch zo geïsoleerd zijn dat ze niet langer als ondersoorten van respectievelijk D. exulans en D. epomophora moeten worden beschouwd. 

## Verspreiding
De albatrossen uit het geslacht Diomedea komen voor over de Zuidelijke Oceaan en broeden voor het overgrote deel op geïsoleerde eilandjes in de oceaan. De reuzenalbatros heeft van de Diomedeasoorten het meest uitgestrekte broedgebied: kolonies bevinden zich op Zuid-Georgië, de Crozeteilanden, de Kerguelen, de Prins Edwardeilanden, en Macquarie-eiland. De tristanalbatros broedt vrijwel uitsluitend op Gough in de Tristan da Cunha-archipel, enkele paren broeden ook op het nabijgelegen Inaccessible binnen dezelfde eilandengroep. De amsterdameilandalbatros komt als broedvogel alleen voor op het eiland Amsterdam. De noordelijke en zuidelijke koningsalbatros en de Nieuw-Zeelandse albatros broeden op kleine Sub-Antarctische eilanden ten zuiden en oosten van Nieuw-Zeeland. De uitzondering op de regel dat alle broedkolonies zich op kleine eilanden bevinden, wordt gevormd door een kolonie noordelijke koningsalbatrossen op het Otagaschiereiland, nabij Dunedin in Nieuw-Zeeland.

## Soorten
- Diomedea amsterdamensis – Amsterdamalbatros
- Diomedea antipodensis – Antipodenalbatros
- Diomedea dabbenena – Tristanalbatros
- Diomedea epomophora – Zuidelijke koningsalbatros
- Diomedea exulans – Grote albatros
- Diomedea sanfordi – Noordelijke koningsalbatros

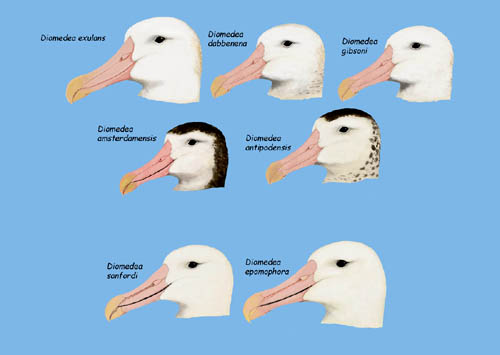
Albatrossen van het geslacht Diomedea, NB: Diomedea gibsoni wordt meestal als ondersoort van de antipodenalbatros beschouwd